# داسنو وانک
داسنو وانک (ارمنی: Դասնո վանք؛ ) یک صومعه متعلق به کلیسای حواری ارمنی واقع در شهر گیولامبار، شهرستان شمکر جمهوری آذربایجان می‌باشد. ساخت و ساز این ساختمان در سده ۸ام میلادی؛ به پایان رسید. این بنا به سبک معماری ارمنی طراحی شده است.